# Xanthorhoe edmondsii
Xanthorhoe edmondsii är en fjärilsart som beskrevs av Butler 1882. Xanthorhoe edmondsii ingår i släktet Xanthorhoe och familjen mätare. Inga underarter finns listade i Catalogue of Life.